# Karcagi Imre
Karcagi Imre (Budapest, 1932. február 25. – Budapest, 2014. november 27.[forrás?]) tájfutó. Testvére, Karcagi Géza tájfutó.

## Pályafutása
1932. február 25-én született Budapesten Karcagi István és Klinger Anna gyermekeként. 1965-ben Felsőfokú Földmérési Technikumban szerzett végzettséget. 1973-ban a Földmérési és Földrendezési Főiskolán földmérő üzemmérnöki diplomát szerzett. 1953 és 1958 között a Geodéziai és Térképészeti Vállalat, 1959-től a Kartográfiai Vállalat munkatársa volt.
1948–49-ben a KASE, 1949 és 1954 között a Bp. Lokomotív tájfutója és turistája volt. Edzője Vízkelety László volt.
1950-ben az első magyarországi váltóversenyen győztes csapat tagja volt.

## Sikerei, díjai
- Első magyarországi váltóverseny
  - győztes: 1950
- Magyar bajnokság (csapat)
  - 2.: 1951
- Kilián-emlékverseny
  - győztes: 1951, 1952, 1953, 1954
- Béke verseny
  - győztes: 1952
- Május 1. emlékverseny
  - győztes: 1953, 1954
- Szabadság verseny
  - győztes: 1953